# Raveniola redikorzevi
Espèce
Synonymes
- Brachythele redikorzevi Spassky, 1937

Raveniola redikorzevi est une espèce d'araignées mygalomorphes de la famille des Nemesiidae.

## Distribution
Cette espèce est endémique de la province de Balkan au Turkménistan,. Elle se rencontre sur le plateau Badkhyz vers Akar-Cheshme.

## Description
La carapace du mâle holotype mesure 6,1 mm de long sur 5,3 mm et l'abdomen 8 mm de long sur 6 mm.
Le mâle décrit par Zonstein en 2024 mesure 17,40 mm et la femelle 16,50 mm.

## Systématique et taxinomie
Cette espèce a été décrite sous le protonyme Brachythele redikorzevi par Spassky en 1937. Elle est placée dans le genre Raveniola par Zonstein en 1987.

## Étymologie
Cette espèce est nommée en l'honneur de Vladimir V. Redikorzev.

## Publication originale
- Spassky, 1937 : « Araneae palaearcticae novae. Mygalomorphae. I. » Festschrift zum 60 Geburtstage von Prof. Dr. Embrik Strand, vol. 3, p. 361-368.